# Попов, Фёдор Фёдорович
Фёдор Фёдорович Попов (30 мая 1912, с. Онежье, Вологодская губерния — 8 августа 1963, Сыктывкар) — коми языковед, литератор, педагог-методист, автор учебников коми языка для средних школ республики.

## Биография
Родился в крестьянской семье. В 1929 году окончил семилетку в с. Серегово, поступил в педагогический техникум в Усть-Сысольске. Продолжил учёбу в 1932 году поступив в открывшийся в Сыктывкаре педагогический институт. Был активистом — комсомольцем.
Увлекался изучением коми языка и литературой. Ещё в школе Фёдор организовал литературный кружок, писал стихи, заметки в газету, был сельским корреспондентом. Избирался делегатом третьей конференции селькоров Коми края. В пединституте возглавлял литературную секцию, активно печатался в журналах «Ордым», «Ударник», входил в состав редакционной коллегии «Ударника».
В 1936 году окончил институт, где его оставили преподавать коми язык. Одновременно читал курс коми литературы в педагогическом, кооперативном и индустриальном техникумах Сыктывкара. На педагогическом рабфаке, где он также занимался с учащимися, его удостоили звания педагога-ударника.
В конце 1930-х гг. обвинён в троцкизме и национализме. Исключён из комсомола. Осуждён и заключён в Локчимлаг. В апреле 1939 года, Фёдор Попов был освобождён «за недоказанностью преступления» и даже восстановлен в комсомоле.
После возвращения в Сыктывкар его снова пригласили на работу в пединститут. Одновременно с этим из наркомата просвещения Коми АССР он получил предложение заняться составлением и изданием учебно-методической литературы.
Участник Великой Отечественной войны. Был призван на фронт. В 1943 году по состоянию здоровья — демобилизован. Осенью 1943 его направили учителем в Сторожевскую школу, где он позже становится завучем. В 1947 году выходит из печати подготовленный Ф. Поповым учебник по коми грамматике.
В 1952 году семья Поповых возвращается в Сыктывкар, где Ф. Попов стал работать в Институте усовершенствования учителей по созданию отвечающих времени учебников и новых методических пособий для учителей. В ИУУ он возглавляет кабинет коми языка и литературы. Уже в 1956 году из печати выходят комплект учебников для школ по фонетике, морфологии, синтаксису коми языка, а также методические пособия, сборники диктантов.
Ф. Попов — учёный, оставивший заметный след в образовании, науке, культуре народа коми. Автор около 50 критических и литературоведческих статей, активно печатался в газетах и журналах Коми АССР. Автор наработок по методике обучения языку коренного народа коми.